# Феросплавний завод у Сухарі (Gulf Mining)
Феросплавний завод у Сухарі (Gulf Mining) — підприємство оманської металургійної промисловості, яке діє на півночі країни та належить компанії Gulf Mining.
Завод, який почав роботу в 2015 році, має потужність на рівні 50 тисяч тонн ферохрому на рік. Його основне обладнання складається з двох печей потужністю по 16,5 МВА.
Проєкт втілила компанія Gulf Mining, що володіє власними хромітовими рудниками в регіоні на південь від Маскату (копальні у Ваді-Махрам).
Існували плани збільшення потужності утричі, а також організації на майданчику випуску феромарганцю (Gulf Mining також вела видобуток марганцевої руди в районі Ібри), проте звісток про реалізацію цих проєктів не надходило.